# Cheick Sallah Cissé
Cheick Sallah Cissé, född 19 september 1993, är en ivoriansk taekwondoutövare. 

## Karriär
Cissé vann Elfenbenskustens första olympiska guldmedalj i herrarnas 80-kilosklass vid olympiska sommarspelen 2016 i Rio de Janeiro. Vid olympiska sommarspelen 2020 i Tokyo blev han utslagen i första omgången av marockanen Achraf Mahboubi.
Vid OS 2024 i Paris tog Cissé brons i +80 kg-klassen.